# Цетинє
Це́тинє, також Це́тине (чорн. Cetinje / Цетиње) — місто в Чорногорії, засноване в 1482 році. Історична та культурна столиця Чорногорії, місце перебування президента та митрополита Чорногорії і Примор'я Сербської Православної Церкви.

## Загальний опис

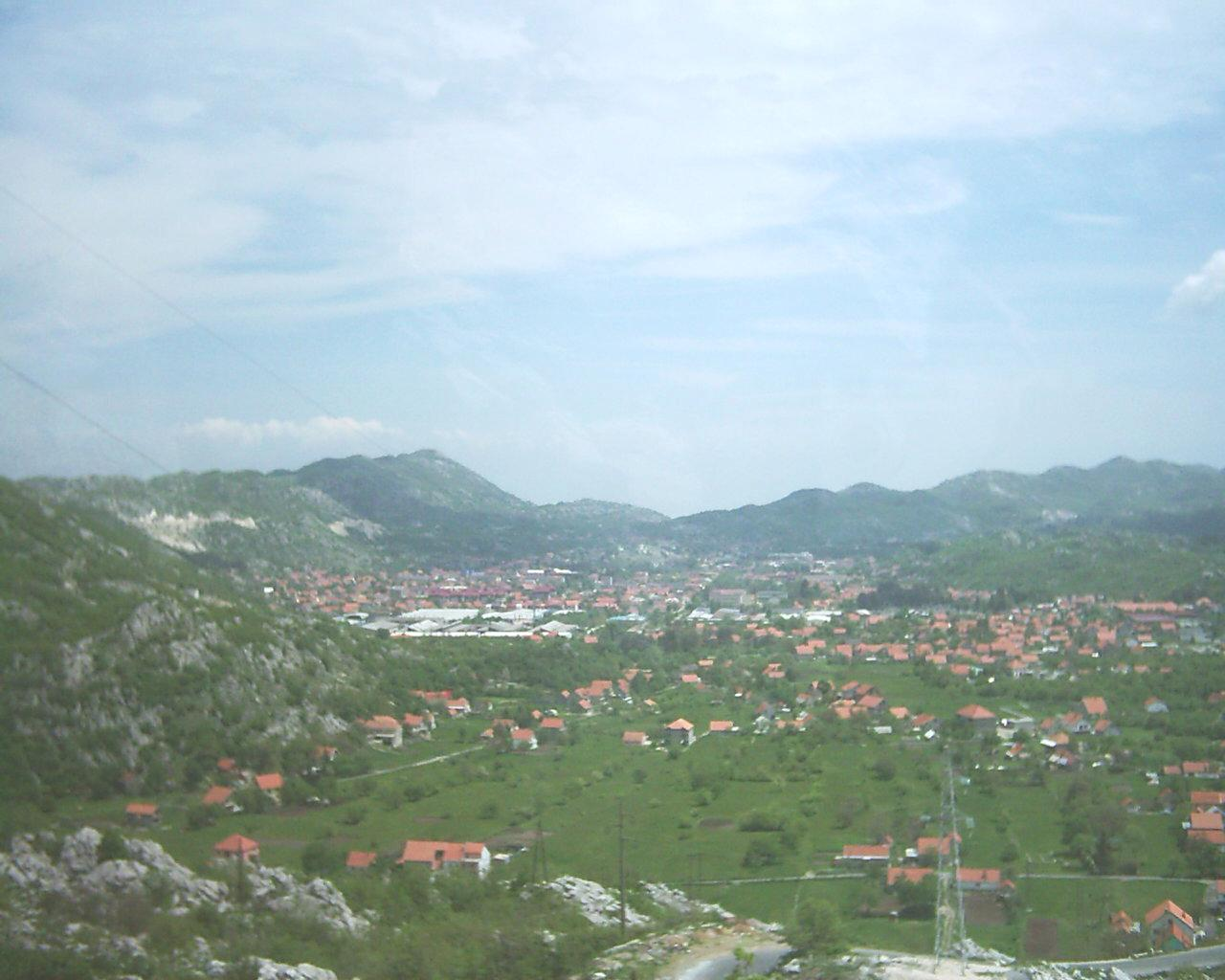
Панорама Цетинє

Розташоване в долині, оточеній горами, біля підніжжя гори Ловчен.
Цетинє було засновано в 1482 році князем Іваном I Црноєвичем і стало колискою чорногорської культури і одним з центрів опору зазіханням Османської імперії.

## Історія
Виникнення Цетинє було обумовлено історичними, політичними й економічними умовами XV сторіччя. Натиск турецьких завойовників змусив Івана Црноєвича, правителя Зети, перемістити столицю з укріпленого міста Жабляк Црноєвича в нове місце — в 1475 році в Обод, а незабаром після цього до підніжжя гори Ловчен. У 1482 році в Цетинський долині розташувався двір Црноєвичів, а двома роками пізніше було засновано Цетинський монастир, що став резиденцією митрополита Зети. Так було започатковано місто, яке отримало свою назву за річкою Цетина, що протікала долиною. Місто Цетинє стало світським і духовним центром Чорногорії.
Георгій (Джурадж) IV Црноєвич, син Івана Црноєвича, заснував тут перший друкарський двір у слов'янських країнах Балканського півострова.
Швидкий розвиток міста під владою династії Црноєвичів було перервано в кінці XV століття. У 1499 році Зета втратила незалежність і лише та її частина, яка і стала називатися власне «Чорногорія» (між річкою Црноєвича та Бокою Которською), залишилася вільною.

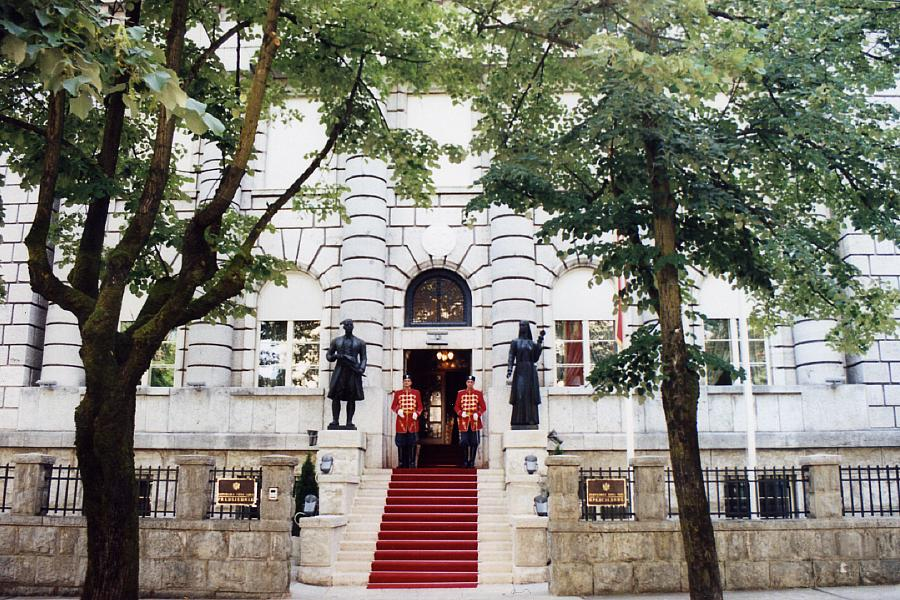
Президентський палац

У наступні два століття розвиток Цетинє сповільнився. У XVI—XVII століттях місто не раз піддавалося атакам турків і венеційців й іншим випробуванням. У цей період палац і монастир Црноєвичів було зруйновано. І лише в 1697 році, з встановленням влади династії Петровичів-Негошів, Цетинє знову стало розквітати.

### ХІХ— ХХІ століття
Правителів Чорногорії в першу чергу займало звільнення країни і зміцнення її єдності. І ще довго вони не могли приділяти достатньо часу і коштів розбудові Цетинє. Помітного прогресу було досягнуто тільки за часів правління Петра II Петровича-Негоша. У 1838 році для нього було споруджено нову королівську резиденцію. Місто ставало все більш європейським.
У 1878 році рішенням Берлінського конгресу було визнано незалежність Чорногорії як суверенного князівства, і Цетинє стало столицею нової європейської країни. Після встановлення дипломатичних відносин у місті розташувалися закордонні посольства і консульства, для яких було побудовано красиві особняки.
За часів правління князя Ніколи I Петровича-Негоша в місті було побудовано безліч величних споруд — новий королівський палац, перший в Цетинє готель, міська лікарня тощо.
У 1910 році Чорногорію було проголошено королівством, що додало нового поштовху розвитку Цетинє. Було споруджено Будинок Уряду — символ державної влади. Проведений в тому ж році перепис показав в одній з найменших столиць світу значне зростання населення, яке досягло 5895 жителів, більшість з яких були сербами.
У період з 1878 по 1914 до Цетинє приїхало багато відомих діячів культури та освіти з інших південно-слов'янських країн. Вони внесли великий культурний вклад в життя міста.
Після Першої світової війни, коли Чорногорія увійшла до складу Королівства Сербів, Хорватів і Словенців, Цетинє значно виросло територіально. Але коли після завершення Другої світової війни парламент Чорногорії 13 липня 1946 року переніс столицю в Подгорицю (Тітоград), місто зазнало затяжної кризи.
У 1975 Цетинє було нагороджено Орденом Народного героя — це аналогічно присвоєнню звання «Місто-герой» в СРСР.
У 2006 році Чорногорія знову здобула незалежність. З цього моменту починається новий період в історії міста.

## Населення

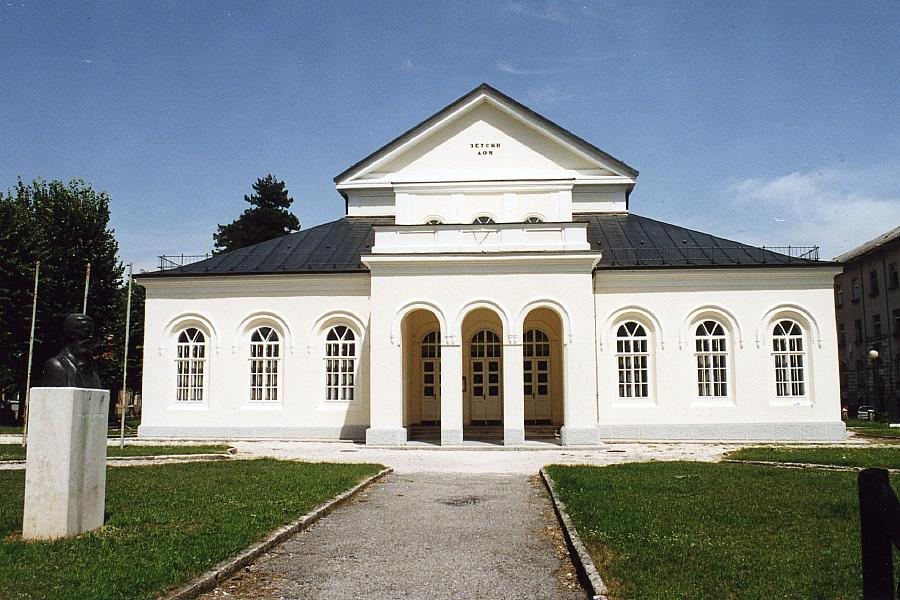
Театр «Zetski Dom»

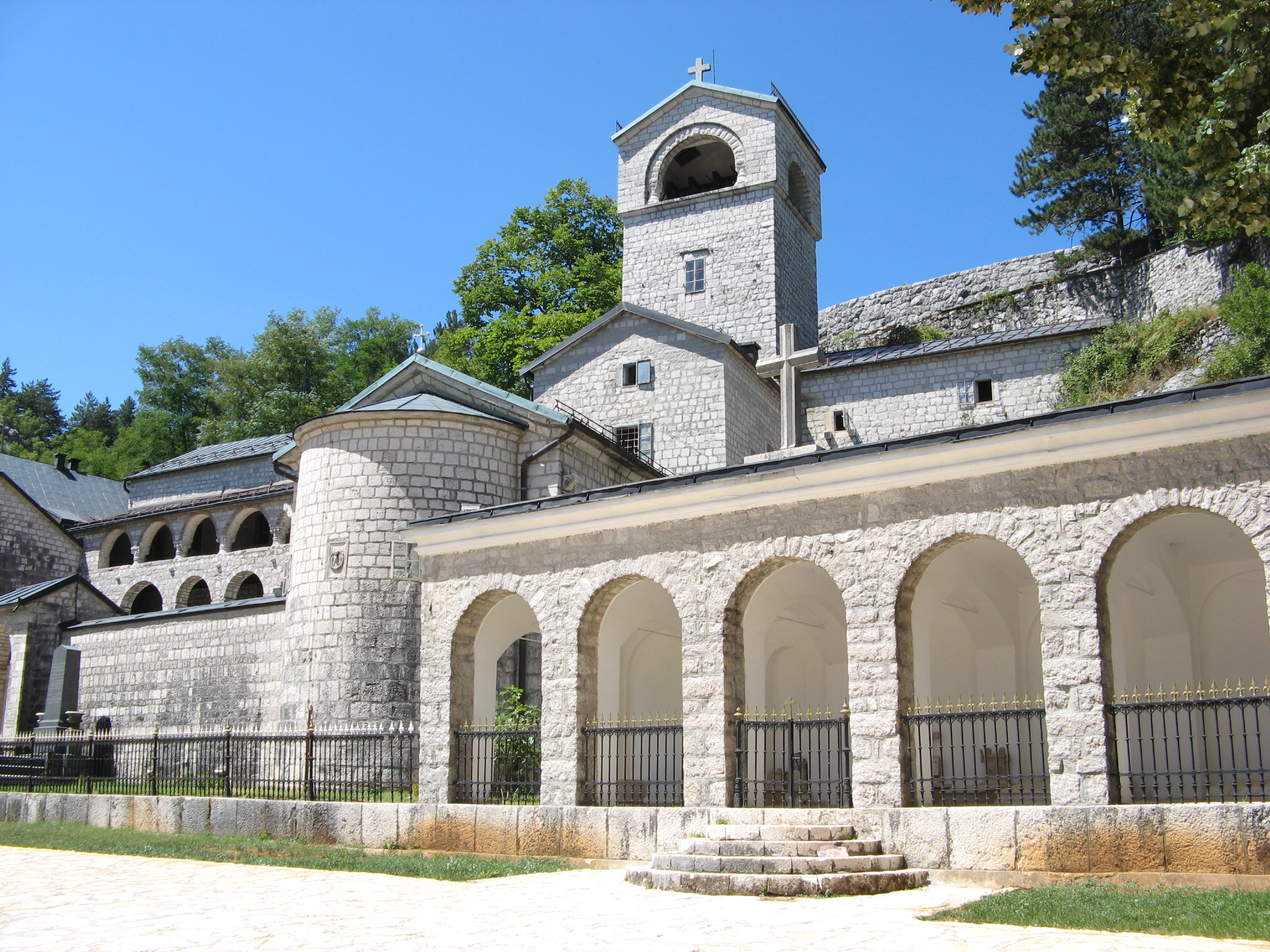
Новий Цетинський монастир

Місто Цетинє є адміністративним центром громади Цетинє (Cetinje), яка за переписом 2003 року налічує 18.742 мешканця, з яких 9.603 — жінки (51,24 %), а 8.879 — чоловіки (48,76 %). У місті Цетинє проживає 15.353 мешканців, воно є єдиним містом в громаді з населенням понад 1000 мешканців. За переписом 2003 року, 90,67 % містян є чорногорцями, 4,62 % — сербами, а 4,71 % — представниками інших народностей.

## Відомі особистості
У поселенні народились:
- Веселин Вуйович (* 1961) — колишній чорногорський гандболіст.
- Митар Мартинович (1870—1954) — чорногорський державний діяч та військовик.
- Драган Хайдукович (* 1949) — чорногорський політик та вчений.